# Proposta de anexação russa da Transnístria

Mapa mostrando a Rússia em vermelho escuro com os territórios ocupados pela Rússia na Europa em vermelho claro, como segue: Na Moldávia: Transnístria (1), desde 1992. Na Geórgia: Abecásia (2) e Ossétia do Sul (3), desde 2008. Na Ucrânia: Crimeia (4) e partes do Oblast de Lugansk (5) e Oblast de Donetsk (6) desde 2014, e partes do Oblast de Zaporojia (7) e Oblast de Querson (8) desde 2022

O Governo da Transnístria, um Estado separatista reconhecido internacionalmente como parte da Moldávia, solicitou inúmeras vezes a anexação pela Rússia. A Transnístria é um território que se separou da Moldávia devido ao receio de uma possível unificação desta última com a Romênia. Isto desencadeou a Guerra da Transnístria, na qual a Transnístria, apoiada pela Rússia, conseguiu manter-se separada da Moldávia. Apesar disso, hoje a Transnístria é legal e internacionalmente considerada parte da Moldávia.
Após a anexação da Crimeia pela Rússia em 2014, as esperanças na Transnístria de que a Rússia também anexaria o seu território aumentaram. A Transnístria tem uma população étnica russa substancial e a grande maioria da sua população fala russo. O território é apoiado financeiramente pela Rússia, e a educação e as leis da Transnístria também estão interligadas com a Rússia. Em 2006, um referendo na Transnístria foi organizado pelo primeiro presidente da Transnístria, Igor Smirnov, para votar a favor de uma possível reintegração na Moldávia ou independência e uma futura adesão à Federação Russa. A primeira proposta foi rejeitada e a segunda aprovada, embora a veracidade destes resultados tenha sido questionada. Ainda assim, estudos posteriores comprovaram a popularidade da ideia em pelo menos parte da população da Transnístria.
Por tudo isto, exatamente no mesmo dia em que a Rússia anexou a Crimeia, o líder do parlamento da Transnístria, Mikhail Burla, enviou uma carta à Rússia solicitando a facilitação de uma anexação russa da Transnístria nas leis do país, o que teve uma resposta negativa da comunidade internacional. O tema foi mencionado em inúmeras outras ocasiões por diferentes políticos da Transnístria, como a ex-ministra das Relações Exteriores da Transnístria Nina Shtanski, o ex-presidente da Transnístria Evgeni Shevtchuk (que emitiu um decreto sem sucesso em 2016 para eventualmente fazer a Transnístria se juntar à Rússia) e o atual, Vadim Krasnoselski. Algumas figuras da Rússia como Zakhar Prilepin, Vladimir Zhirinovski e o partido Pela Verdade responderam positivamente a tal possibilidade.
Em 22 de fevereiro de 2023, a Rússia revogou um decreto de 2012 que exprimia o desejo do Kremlin de "encontrar uma solução jurídica para a Transnístria, respeitando a integridade territorial da Moldávia". Esta revogação poderia permitir à Rússia reconhecer oficialmente a secessão da Transnístria, como já aconteceu com a Abecásia e a Ossétia do Sul na Geórgia. No entanto, vários analistas consideram que a Rússia não tentará anexar a Transnístria porque a legalidade russa teria então de ser aplicada no país, o que tornaria mais difícil um certo número de trocas internacionais tornadas possíveis pelo não reconhecimento do país e pelas quais a Rússia teria então de responder. Uma anexação da Transnístria pela Rússia seria contraproducente para este objetivo e poderia mesmo acelerar uma unificação indesejada entre a Moldávia e a Roménia. Além disso, a Transnístria está muito longe da Rússia, não tem litoral e os russos étnicos constituem apenas um terço da população, sendo os outros dois terços constituídos por ucranianos e moldavos, que, mesmo não podendo exprimir-se livremente, poderiam insurgir-se contra um tal projeto.

## Antecedentes

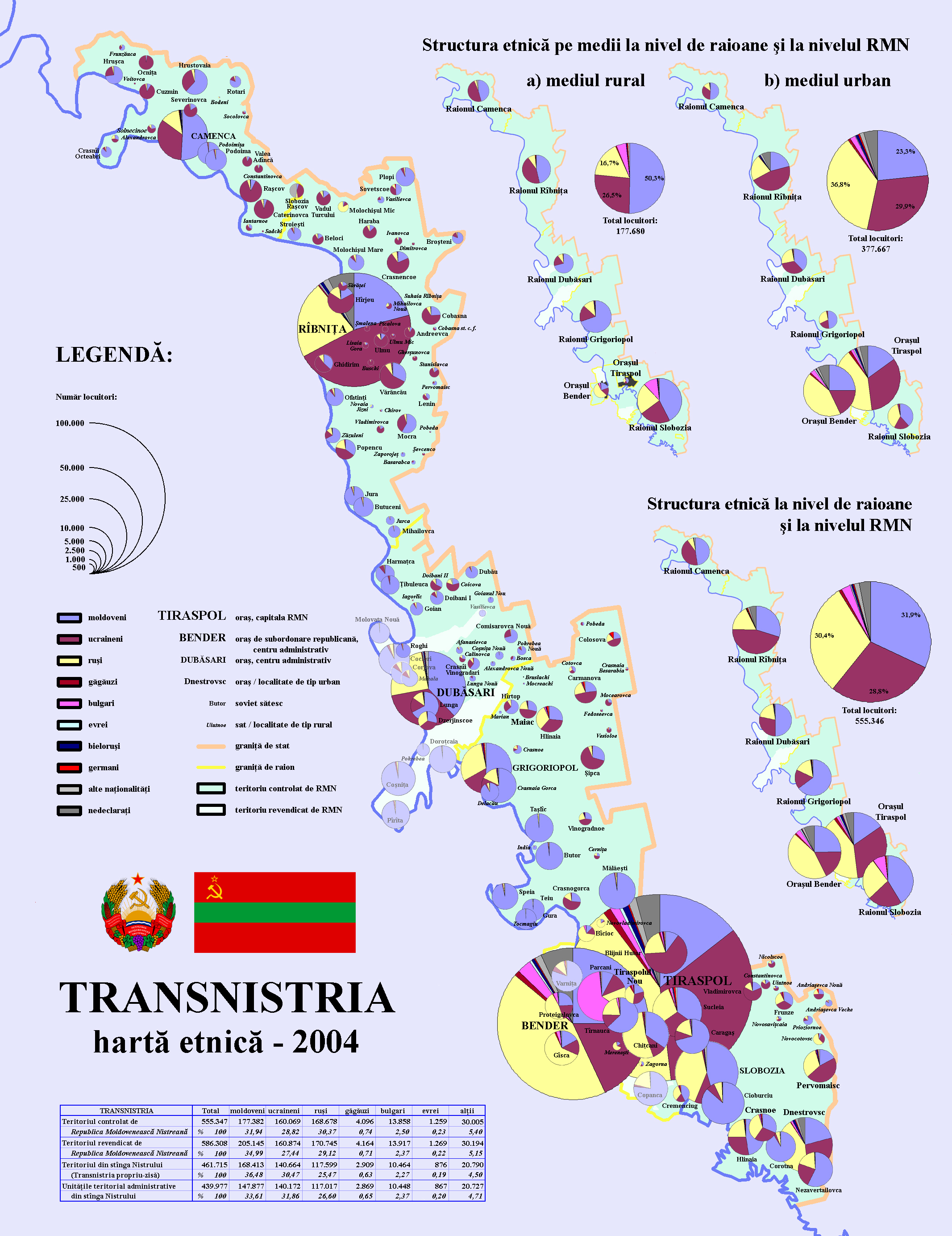
Mapa étnico da Transnístria baseado no censo da Transnístria de 2004

Após a dissolução da União Soviética, a República Socialista Soviética da Moldávia (RSS da Moldávia) declarou independência e tornou-se a Moldávia moderna. Surgiu o medo na região mais oriental de que a Moldávia se unisse à Romênia após este evento, pelo que foi declarada a independência da Moldávia. Isto levou à Guerra da Transnístria, na qual a Transnístria recebeu ajuda da Rússia, que enviou o seu 14º Exército de Guardas. Como consequência, a Transnístria permaneceu separada da Moldávia, mas continuou a ser reconhecida como território moldavo pela comunidade internacional.
Após o fim da guerra, houve tentativas de resolução do conflito da Transnístria, mais notavelmente o Memorando de Kozak, mas nenhuma teve sucesso. Em 17 de setembro de 2006, um referendo na Transnístria foi realizado pelas autoridades do Estado. Perguntou à população se a Transnístria deveria ou não ser reintegrada na Moldávia e se deveria ou não procurar a independência e uma potencial integração futura na Rússia. 96,61% rejeitaram a primeira questão e 98,07% aprovaram a segunda, sendo a participação eleitoral de 78,55%. No entanto, a seção moldava do Comité de Helsínquia para os Direitos Humanos alegou ter detectado irregularidades e infrações no referendo e sugeriu que os resultados poderiam ter sido preparados antecipadamente. O presidente nesta época foi o primeiro da Transnístria, Igor Smirnov. Smirnov sugeriu e referiu uma possível adesão da Transnístria à Rússia várias vezes durante o seu governo de 20 anos.
De acordo com o censo da Transnístria de 2015, a Transnístria é um território de pluralidade russa, com 34% da população identificando-se como russos, 33% moldavos / romenos e 26,7% ucranianos. O resto da população que declarou a sua etnia pertence a minorias menores. Os búlgaros entrevistaram 2,8%, os gagauzes 1,2%, os bielorrussos 0,6%, os alemães 0,3% e os polacos 0,2%, entre outros. No entanto, há alegações de que os moldavos/romenos representam na verdade 40% da população.

## Propostas

### Histórico
Após a anexação formal da Crimeia pela Rússia em 18 de março de 2014, surgiram especulações sobre se a Transnístria também seria a próxima. Na verdade, apenas no mesmo dia da anexação da Crimeia, Mikhail Burla, presidente do Conselho Supremo da Transnístria (ou seja, o presidente do parlamento da Transnístria), enviou uma carta em nome do Conselho Supremo da Transnístria ao então presidente da Duma Estatal (uma das duas casas do Parlamento da Rússia) Sergei Narishkin, pedindo mudanças nas leis russas para facilitar uma futura anexação da Transnístria pela Rússia. Além disso, de acordo com relatórios de março de 2014 do jornalista freelancer Mitra Nazar, as pessoas na Transnístria esperavam ser anexadas pela Rússia e viam a anexação da Crimeia como um "sinal de esperança". Um reformado que entrevistou disse esperar que a anexação pela Rússia traga pensões mais elevadas e um futuro melhor para as gerações mais jovens.
O presidente da Moldávia, Nicolae Timofti, respondeu à carta de Burla alertando a Rússia para não tentar anexar a Transnístria, dizendo que seria "um erro" da parte da Rússia e que acabaria "prejudicando ainda mais o seu status internacional". Jean-Claude Juncker, ex-primeiro-ministro de Luxemburgo e então futuro presidente da Comissão Europeia, levou a União Europeia (UE) a tomar medidas para evitar que a Moldávia fosse "a próxima vítima da agressão russa". O Presidente da Romênia, Traian Băsescu, apelou à aceleração do processo de adesão da Moldávia à UE, dependendo disso a segurança do país, segundo ele.
Dias depois, Nina Shtanski, então Ministra dos Negócios Estrangeiros da Transnístria, aprovou a anexação da Crimeia, declarou que “nos consideramos parte do mundo russo” e que “não somos diferentes dos russos e da civilização russa” e solicitou ao Presidente da Rússia, Vladimir Putin, que anexasse a Transnístria. Posteriormente, em abril de 2014, os parlamentares da Transnístria apelaram à Rússia para reconhecer a independência da Transnístria.

Bandeira co-oficial da Transnístria, quase idêntica à bandeira da Rússia. Foi oficialmente adotado em 2017.

Em 7 de setembro de 2016, o então presidente da Transnístria, Evgeni Shevtchuk, emitiu o Decreto nº 348 "Sobre a implementação dos resultados do referendo republicano realizado em 17 de setembro de 2006" para aproximar o sistema jurídico da Transnístria do russo e para se aproximar a uma futura anexação da Transnístria pela Rússia. Isso foi feito para comemorar o 10º aniversário do referendo da Transnístria de 2006. No entanto, o decreto foi considerado inválido porque o referendo foi realizado dez anos antes e as ações de Shevchuk foram criticadas. As autoridades da Transnístria também expressaram repetidamente a sua intenção de aderir a organizações internacionais patrocinadas pela Rússia, como a antiga Comunidade Econômica da Eurásia, a sucessora desta última, a União Econômica da Eurásia ou a União Aduaneira da Eurásia. Em 12 de abril de 2017, o Conselho Supremo da Transnístria adotou uma nova bandeira co-oficial para a república baseada na bandeira tricolor russa para fortalecer ainda mais a independência da Transnístria, bem como a integração com a Rússia, como o próprio Conselho Supremo explicou numa nota.
O sucessor de Shevtchuk como presidente da Transnístria, Vadim Krasnoselski, expressou em 2018 o seu compromisso de fazer com que a Transnístria se junte à Rússia no futuro. Ele também disse em 2019 que a Rússia "é o nosso destino" e que um possível novo referendo sobre uma possível unificação com a Rússia poderia ser realizado se necessário, mas com a condição de que a Rússia reconhecesse os resultados.

### Análises
A influência russa na Transnístria é grande, com cerca de 200.000 transnistrianos com passaporte russo em 2014. A Transnístria é financiada pela Rússia através do pagamento de pensões e dívidas de gás natural, com alguns políticos russos também investindo na indústria da Transnístria  e muitas empresas da Transnístria pertencentes a empresas russas. Além disso, as escolas da Transnístria usam livros didáticos russos que ensinam a história da Rússia e muitos estudantes da Transnístria vão estudar em cidades russas como Moscou ou São Petersburgo. Desde 2013, tem havido esforços para vincular as leis russas ao código jurídico da Transnístria, e o russo é a língua comum de mais de 90% dos transnistrianos, sendo usado para assuntos comerciais e como língua interétnica da Transnístria. Num estudo realizado entre outubro de 2018 e fevereiro de 2019, quando questionados sobre qual opção levaria a um desenvolvimento mais rápido da Transnístria, 37,1% dos transnístrios entrevistados responderam tornar-se parte da Rússia. Em contraste, 22,6% declararam que um Estado da Transnístria independente e reconhecido internacionalmente o faria, enquanto apenas 5,2% o fizeram com a reintegração na Moldávia, entre outras opções.
A proposta recebeu apoio na Rússia. Por exemplo, o político russo Vladimir Zhirinovski, líder do Partido Liberal Democrático da Rússia e ex-vice-presidente da Duma Estatal, afirmou que a Rússia deveria reconhecer e defender a Transnístria. Ele também afirmou que a Transnístria "é território russo". O antigo partido russo "Pela Verdade" também apoiou o reconhecimento russo e a anexação da Transnístria. O escritor russo Zakhar Prilepin é outra figura que tem lutado pela anexação russa da Transnístria, bem como da Abecásia, da República de Artsaque, da Ossétia do Sul, de Donetsk e de Lugansk.
No entanto, alguns analistas e estudiosos afirmaram que uma anexação russa da Transnístria é improvável. A Rússia não reconhece a Transnístria como um país independente, ao contrário de outros Estados separatistas, como a Abecásia e a Ossétia do Sul, por ela reconhecidos em 2008, e não demonstrou interesse em fazê-lo. É possível que se a Rússia fizesse isso, perderia toda a sua influência sobre a política moldava e tornaria a Moldávia fortemente pró-ocidental. Em vez disso, alguns analistas dizem que a Rússia deseja que a Transnístria tenha um "status especial" dentro da Moldávia para manter influência sobre toda esta última. O reconhecimento da Transnístria pela Rússia poderia facilitar a unificação da Romênia e da Moldávia, à qual a Rússia se opõe. Além disso, a Transnístria está consideravelmente mais longe da Rússia do que a Crimeia e não tem litoral, pelo que a Rússia só poderia estar ligada ao território através de Estados que seriam hostis a uma hipotética anexação. Criar um movimento nacionalista suficientemente forte para conseguir a anexação da Transnístria na Rússia também poderia ser mais difícil do que com a Crimeia, que foi apresentada como uma terra "perdida" e "roubada" no país.